# وچتی
وچتی (به ارمنی: Ոչեթի) یک منطقهٔ مسکونی در ارمنستان است که در نور آستغابرد واقع شده‌است. در کیلومتری جنوب کاپان، مرکز استان سیونیک
و ۶ کیلومتری جنوب شرق روستای نور آستغابرد واقع شده‌است.

## خصوصیات
وچتی ۰ نفر جمعیت دارد و در ۱۹۰۰ ارتفاع متر بالاتر از سطح دریا قرار گرفته‌است.